# سيد الشورى
سيد محمد السيد الشورى هو مدرب رياضي ورئيس اللجنة المصرية للرماية التقليدية والألعاب التراثية التابعة لوزارة الشباب والرياضة في مصر. يعتبر الشورى من أوائل الرواد الذين ساهموا في نشر رياضة الرماية بالقوس التقليدي والرماية من على ظهر الخيل في جمهورية مصر العربية. كما أنه مؤسس وقائد فريق الفرسان العربي للرماية الأرضية ومن على ظهر الخيل في مصر.

## المناصب والمسؤوليات
يشغل الكابتن سيد الشورى منصب رئيس اللجنة المصرية للرماية التقليدية والألعاب التراثية، التي تُعنى بتسجيل المدربين والحكام واللاعبين في الاتحاد المصري للكيوكوشنكاي، وذلك استعدادًا للبطولات المحلية والدولية. وقد ساهم بشكل فعال في تطوير هذه الرياضة وإعداد الكوادر المؤهلة للمشاركة في المنافسات الدولية.

## الإنجازات والشهادات
حصل الشورى على العديد من الشهادات والتكريمات الدولية في مجال الرماية التقليدية والرماية من على ظهر الخيل، من بينها:
- عضوية شخصية في الاتحاد العالمي للرماية من على ظهر الخيل بتاريخ 19 يناير 2023.
- عضوية فريق الفرسان العربي للرماية في الاتحاد العالمي للرماية من على ظهر الخيل بتاريخ 18 سبتمبر 2021.
- شهادة معتمدة من مركز فرسان الرمي في قطر كمدرب معتمد للرماية من على ظهر الخيل.
- دورتان معتمدتان من المركز الثقافي التركي في القاهرة في مجال الرماية بالقوس التراثي العربي، تحت إشراف وقف النبال في تركيا، بتاريخ 29 أبريل 2018 و31 مارس 2019.

## إسهاماته في مجال الرماية
برع الأستاذ سيد الشورى كصانع ومنفذ لمتطلبات وأدوات رياضة الرماية، حيث يقوم بتصنيع القسي العربية بأنواعها الحالية والتاريخية، والأسهم المستخدمة بأنواعها وخاماتها بأعلى معايير الجودة والمواصفات المعتمدة دوليًا.